# Dubai Media City
Dubai Media City (DMC) (tiếng Ả Rập: مدينة دبي للإعلام) là một phần của Dubai Holding, là khu vực miễn thuế ở Dubai, Các Tiểu vương quốc Ả Rập Thống nhất.

## Lịch sử và hồ sơ
xxxxnhỏ|Logo ở lối vào Dubai Media City, tháng 3 năm 2015]]

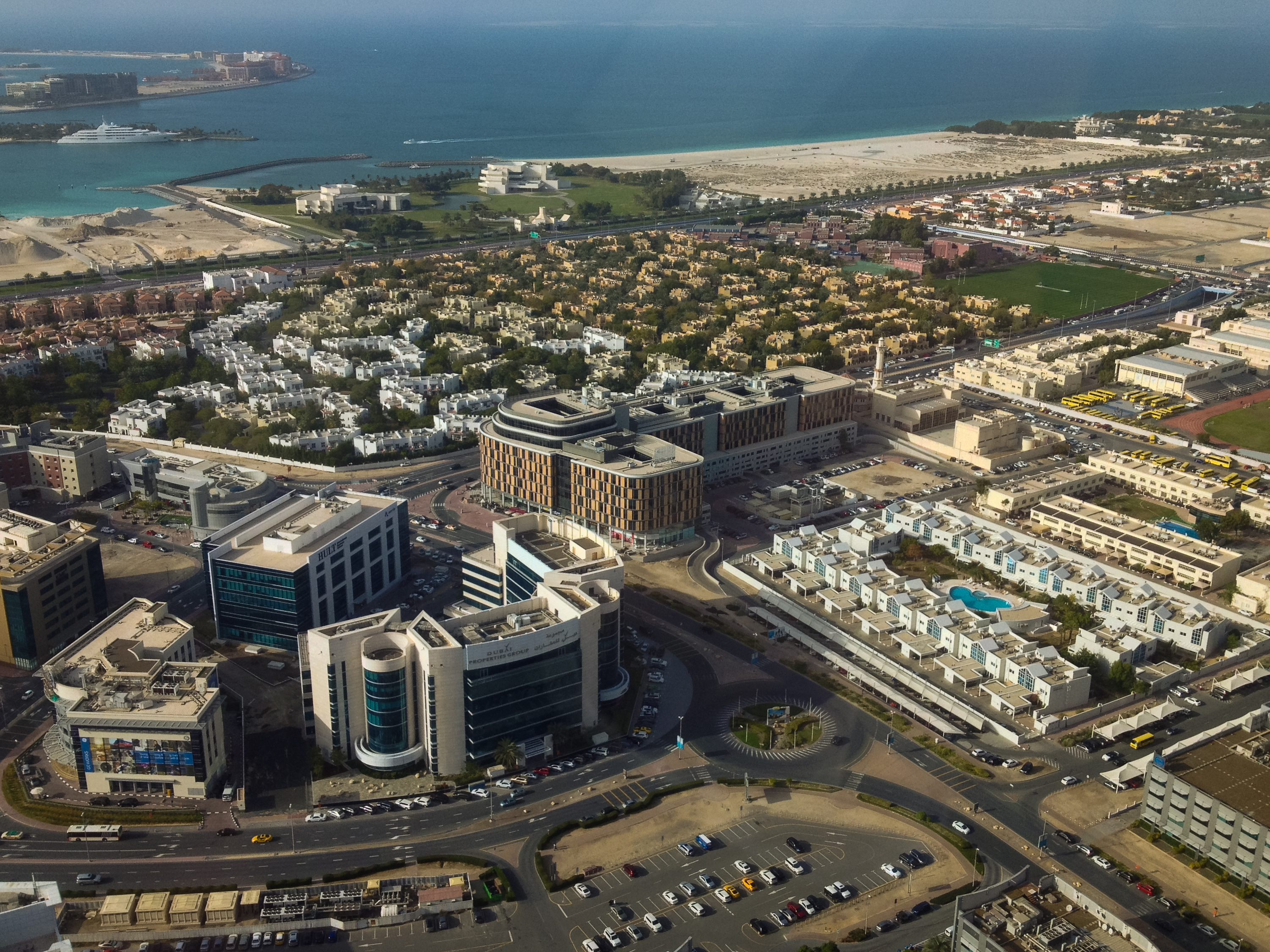
Dubai Media City

Dubai Media City được thành lập và xây dựng vào năm 2000 bởi chính phủ Dubai để tăng cường vị thế truyền thông của Các Tiểu vương quốc Ả Rập Thống nhất. Kể từ đó, nó đã trở thành một trung tâm khu vực cho các tổ chức truyền thông bao gồm các cơ quan báo chí, xuất bản, phương tiện truyền thông trực tuyến, quảng cáo, sản xuất và các cơ sở phát sóng. Nền tảng cho cơ sở hạ tầng (như cáp quang) đã sẵn sàng cho các công ty thiết lập dễ dàng, thị thực của nó và các thủ tục hoạt động được tự do cho các công ty hoạt động trong DMC.
Dubai Media City đã trở thành một trung tâm chính cho ngành công nghiệp truyền thông ở Hội đồng Hợp tác Vùng Vịnh và Trung Đông với hơn 1.300 công ty được đăng ký theo khu tự do, từ đó họ phục vụ toàn bộ khu vực. Nó cũng có Hội đồng Cricket Quốc tế, cơ quan chủ quản cho cricket trên thế giới, trước đây đã được đặt tại Luân Đôn đến năm 2005.
Vào ngày 14 tháng 4 năm 2005, ban nhạc pop Ireland, Westlife đã tổ chức một buổi hòa nhạc cho Tour số 1 của họ để ủng hộ album của họ Allow Us to Be Frank.

## Kiểm duyệt
Vào ngày 16 tháng 11 năm 2007, chính phủ Dubai đã ra lệnh Tecom (thực hiện bởi Du Samacom, bằng cách vô hiệu hóa các luồng SDI và ASI) để tắt các kênh riêng tư và độc lập của Pakistan Geo News TV và ARY One World theo yêu cầu của chế độ quân sự Pakistan Tổng thống Pervez Musharraf. Sau đó các nhà hoạch định chính sách ở Dubai đã cho phép các kênh này phát sóng các chương trình giải trí của họ, nhưng tin tức, công việc hiện tại và phân tích chính trị bị cấm phát sóng. Tuy nhiên sau đó, các điều kiện đã được gỡ bỏ nhưng một sự khác biệt đáng kể đã được quan sát thấy trong phạm vi phủ sóng của Geo TV và ARY OneWorld.
Vào ngày 13 tháng 4 năm 2008, du EITC - nhà khai thác viễn thông thứ hai tại Các Tiểu vương quốc Ả Rập Thống nhất đã thông báo rằng tất cả lưu lượng truy cập của nó sẽ được chuyển qua proxy kiểm duyệt của chặn truy cập vào bất kỳ nội dung nào được coi là 'không phù hợp'. Trong khi Dubai Internet City khẳng định nó như là một môi trường kinh doanh thân thiện với kết nối tự do nhưng thực tế là nó bị kiểm duyệt rất nhiều. Vào ngày 30 tháng 1 năm 2008, một sự cố đã tiết lộ kích thước của vấn đề, khi cáp quang giữa Palermo, Ý và Alexandria, Ai Cập được cho là đã bị hư hại. Đã có một sự chậm trễ đáng kể của truyền thông. Công ty viễn thông UAE và nhà cung cấp dịch vụ internet của EITC của DMC là một trong những công ty tồi tệ nhất. Vì du EITC có độc quyền trong khu tự do, khách hàng không có kết nối thay thế trong thời gian ngừng hoạt động. Vào ngày 19 tháng 12 năm 2008, ba tuyến cáp ngầm giữa Ý và Ai Cập đã bị hư hại một lần nữa, phá vỡ kết nối Internet và điện thoại giữa UAE và châu Âu, theo báo cáo của Bloomberg.

## Tháp
Có tổng cộng 84 tòa tháp/tòa nhà được xây dựng hoặc dự kiến sẽ được xây dựng tại Dubai Media City.
| Tên tòa tháp/tòa nhà         | Tên tòa tháp/tòa nhà                     | Tên tòa tháp/tòa nhà                        |
| ---------------------------- | ---------------------------------------- | ------------------------------------------- |
| Mövenpick Dubai Pearl        | Tháp Al Yassat                           | Tháp khách sạn Millennium                   |
| Tháp khách sạn Dubai Pearl 1 | Tháp Dalma                               | Tháp Rashid Mohammed Al Mazroui             |
| Tháp Khách sạn Dubai Pearl 2 | Tháp Concord                             | Tháp căn hộ Millennium                      |
| Tháp Omnix North             | I-Rise                                   | Tháp Red                                    |
| Tháp Omnix South             | Tháp Al Sufouh 1                         | Tòa nhà Ayad Hassan Bin Habshi              |
| Tháp Dubai Pearl Dana        | Tháp Al Sufouh 2                         | Tòa nhà Mr. Mohammad Bin Hassan Al Muhana   |
| Tháp Dubai Pearl Lulwa       | Tháp Shaiba 1                            | Tòa nhà Adel Al Hussaini                    |
| Tháp Dubai Pearl Mahara      | Tháp Shaiba 2                            | Tháp Tebyan Clarity                         |
| Tháp Jumana Dubai Pearl      | Tháp Ahmed Ali Abdullah Al Abdullah      | Tòa nhà Mohammed Ahmed Dadabhai             |
| Tháp Al Kazim 1              | Tháp Al Thuraya 2                        | Tháp Al Shahd                               |
| Tháp Al Kazim 2              | Chỗ nghỉ của nhân viên Emirates Airlines | Căn hộ Oasis                                |
| Tháp The One                 | Tòa nhà Ahmad Ali Abdulla Al Abdulla     | Tháp Al Abdullah                            |
| Tháp Al Salam Tecom          | Tháp Al Thuraya 1                        | Tòa nhà Abdul Jaleel Mahdy Al Esmawy        |
| Al Attar Skyspiral           | Executive Heights                        | Tòa nhà Khalid Salem Ahmed Basuliman        |
| Tháp AAM                     | Tháp Grosvenor Business                  | Căn hộ khách sạn Mazoon                     |
| Tháp Sidra                   | Căn hộ Madison                           | Tòa nhà Al Hoton                            |
| Tháp ARY Digital             | Tháp Telal's                             | Cayan Business Center                       |
| Tháp Media 1                 | Smart Heights                            | The Icon                                    |
| Tháp Dubai Jewel             | Tháp khách sạn Media Rotana 1            | Tháp Abdulrahman Mohamed Taher Mohamed Wali |
| Tháp Shatha                  | Tháp khách sạn Media Rotana 2            | Tháp Leader                                 |
| Tòa nhà Saleh Bin Lahej      | Căn hộ khách sạn Ramee Guestline         | Tháp Business Central                       |